# Jules Mascaron
Pour les articles homonymes, voir mascaron (homonymie).
Jules Mascaron, né en 1634 à Marseille et mort en 1703 est un prédicateur français de la société de l'Oratoire de Jésus.

## Biographie
Né à Marseille, d'un père avocat à Aix-en-Provence, il entra très tôt à la Congrégation de l'Oratoire et devint vite un prédicateur réputé. Paris confirma bientôt l'appréciation de la province ; en 1666 on lui demanda de prêcher devant la Cour, et il devint un des favoris de Louis XIV, qui prétendait que son éloquence était « une des rares choses qui ne vieillissent pas ».
En 1671, il fut nommé évêque de Tulle et consacré l'année suivante par François de Harlay de Champvallon, archevêque de Paris, puis huit années plus tard, évêque d'Agen. Il continua néanmoins de prêcher régulièrement à la Cour, surtout à l'occasion de funérailles. Son panégyrique de Turenne, en 1675, est considéré comme son chef-d'œuvre. Son style est marqué par la préciosité.
Il fut admiré par Mme de Sévigné et par Mlle de Scudéry, avec laquelle, il correspondit.
Cette relation bâtie sur une admiration partagée  a duré  40 ans. Elle était à la fois sa confidente et  sa lectrice avisée dont il attendait l'opinion avant de prononcer ses discours.  Comme orateur, il avait régulièrement recours aux citations tirées des auteurs de l'Antiquité gréco-romaine sans pour autant oublier de faire des allusions aux progrès scientifiques de son siècle. Ses élans imaginaires, sa trivialité, sa naïveté, sa familiarité figurent parfois comme des défauts. Néanmoins, il était un orateur qui communiquait facilement avec ses auditeurs.
Il consacra ses dernières années à son diocèse, où il mourut en 1703.
Six de ses plus fameux sermons ont été édités en 1704.

## Œuvres
- Charles Bordes, Recueil des oraisons funèbres prononcées par Messire Jules Mascaron, G. Dupuis, 1704
- Esprit Fléchier, Choix d'oraisons funèbres de Bossuet, Fléchier, Massillon, Bourdaloue, Mascaron, et de M. de Beauvais, accompagné de notes, et précédé d'un essai sur l'oraison funèbre, par M. Villemain, Testu, 1813
- Jules Mascaron, "Les Oraisons funèbres - texte présenté, établi et annoté par Bernard Gallina", Schena Editore - Presses de l'Université de Paris-Sorbonne, 2002